# Bristol Blenheim
Bristol Blenheim – brytyjski dwusilnikowy lekki bombowiec okresu II wojny światowej, używany także w wersji ciężkiego myśliwca, zaprojektowany i budowany w zakładach Bristol Aeroplane Company.

## Rozwój

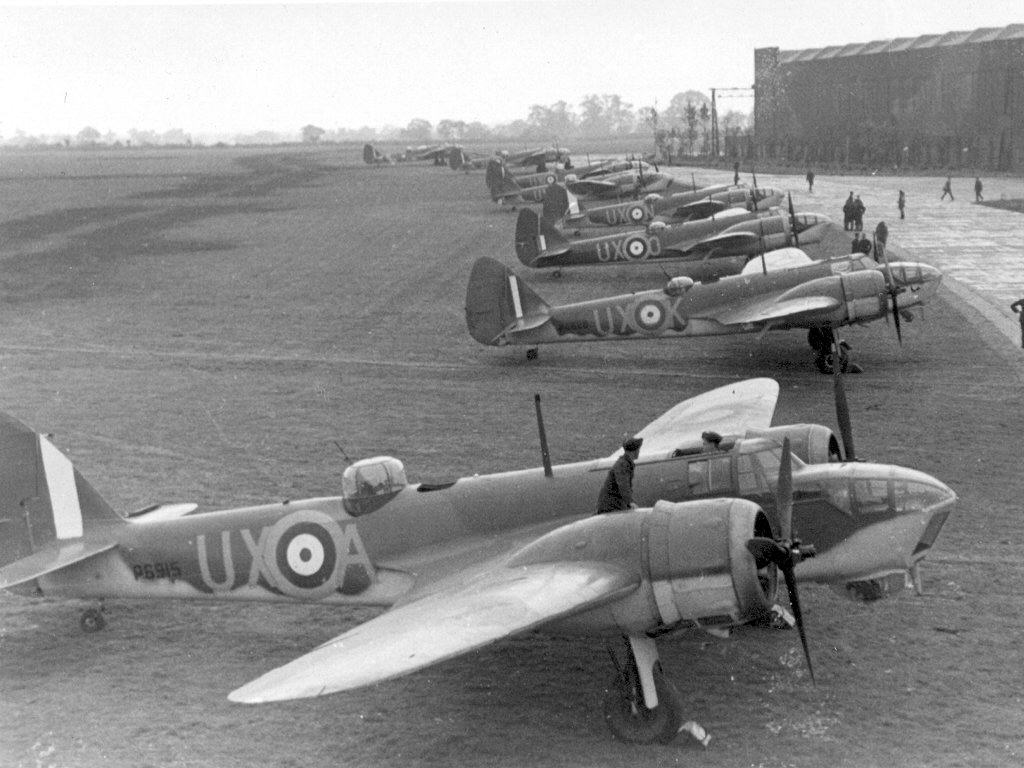
Blenheimy MK.IV

Samolot został początkowo zaprojektowany jako szybki, mały samolot pasażerski Bristol typ 142, dla sześciu pasażerów, będący rozwinięciem samolotu typ 135 (samolot powstał na zlecenie Lorda Rothmere, właściciela Daily Mail). Prototyp, nazwany „Britain First”, został oblatany 12 kwietnia 1934 roku i osiągnął prędkość 490 km/h. Pod wrażeniem jego dużej szybkości, w 1935, po próbach wojskowych, lotnictwo wojskowe Royal Air Force zleciło także opracowanie wersji bombowej i od razu we wrześniu zamówiło 150 samolotów, pod nazwą Blenheim. Pierwszy prototyp wersji bombowej, oznaczonej jako typ 142M, został oblatany 25 czerwca 1936 (nr K7033). Główną zmianą konstrukcyjną była zmiana układu z dolnopłata na średniopłat, w celu pomieszczenia komory bombowej. Zamieniono ponadto silniki Bristol Mercury VI (640 KM) na Mercury VIII (850 KM).
Pierwszą wersją seryjną był Blenheim Mk I. Odznaczał się on dwuosobową, bogato przeszkloną kabiną w nosie kadłuba z miejscami pilota i bombardiera obok siebie. Kolejne wersje: nieuzbrojona rozpoznawcza PR Mk.I, bombowa dalekiego zasięgu o większym udźwigu Mk II i rozpoznawcza Mk III nie były udane, głównie z powodu słabych osiągów i nie wyszły poza stadium prototypu. Do masowej produkcji weszła natomiast wersja bombowa Mk IV, oblatana 24 września 1937 (oznaczenie fabryczne: typ 149, początkowo nazwana miała być Bolingbroke). Początkowo była projektowana dla Dowództwa Obrony Wybrzeża, jako morski samolot bombowo-patrolowy, lecz w tej roli ostatecznie przyjęto Lockheed Hudson. Odróżniała się ona posiadaniem nowego wydłużonego o ok. 90 cm oszklonego przodu kadłuba, w którym bombardier mógł leżeć na brzuchu w tzw. „kołysce”, mając lepsze możliwości obserwacji. Nos kadłuba miał asymetryczne „wgięcie” po lewej górnej stronie, dla zapewnienia lepszej widoczności pilotowi, siedzącemu w osobnej kabinie na górze. Wersja ta miała również mocniejsze silniki i większy zasięg, lecz na skutek większej masy nieco spadła prędkość i pułap. Późniejsze samoloty Mk IV miały pod nosem kadłuba nieruchomą wieżyczkę ze zdalnie obsługiwanym karabinem maszynowym, strzelającym do tyłu, a później - dwoma karabinami maszynowymi. Wzmacniano też na niej w toku produkcji uzbrojenie w wieżyczce grzbietowej, z 1 do 2 km.
Względnie duża szybkość samolotu i brak ciężkich samolotów myśliwskich spowodowały, że opracowano również wersję myśliwską samolotu. Konstrukcyjnie nie odróżniała się ona istotnie od bombowców, jedynie w miejscu drzwi bombowych pod kadłubem zamocowano gun pack – płaski zasobnik z 4 karabinami maszynowymi Browning kaliber 7,7 mm z 2000 nabojów. W wersji myśliwskiej zbudowano 200 samolotów Blenheim Mk IF (F Mk I). Jako pierwsze z brytyjskich myśliwców, część z nich została wyposażona w radar AI Mk I (później Mk III) i używana jako myśliwce nocne. Następnie w gun pack wyposażono także 60 samolotów wersji Mk IVF. Samoloty te z racji dużego zasięgu były używane głównie w lotnictwie morskim do ochrony konwojów przed niemieckim lotnictwem.
W Wielkiej Brytanii wyprodukowano 1194 samoloty Blenheim Mk I.
Produkcja Blenheim Mk.I: 
- Bristol: ok. 694[8] (w tym 30 dla Turcji, 18 dla Finlandii, 2 dla Jugosławii)[9]
- Avro: 250 (w tym 20 dla Jugosławii, 13 dla Rumunii, 10 dla Finlandii)[10]
- Rootes: 250 (w tym 21 dla Rumunii i 2 dla Grecji); dalsze 68 ukończone jako Mk.IVL[11]
- Produkcja licencyjna w Jugosławii (Ikarus w Belgradzie): 16 (dalsze 24 nieukończone zostały uszkodzone w fabryce przed wejściem Niemców[12])
- Produkcja licencyjna w Finlandii (w Tampere): 45[13]

Wersji Mk IV zbudowano 3297 sztuk;
- Bristol: 312[14] (z tego 12 dla Grecji)
- Avro: 755[15]
- Rootes: 2230 [15] oraz 86 Mk.IVF
- Produkcja licencyjna w Finlandii (w Tampere): 10[13]

Samoloty Blenheim Mk IV produkowano także na licencji w Kanadzie, w zakładach Fairchild Aircraft, pod nazwą Bristol Bolingbroke (676 sztuk). 18 pierwszych samolotów zbudowano z brytyjskich części w wersji Bolingbroke Mk I, odpowiadającej brytyjskiemu Blenheimowi Mk IV, a resztę w wersji Bolingbroke Mk IV, z zastosowaniem lokalnie produkowanych amerykańskich podzespołów. 14 samolotów wersji Mk IVW miało silniki Pratt & Whitney Twin Wasp Junior 835 KM. 457 samolotów wersji Mk IVT, z silnikami Mercury XX 920 KM wyposażonych było jako samoloty szkolne dla załóg bombowców. Mk III był prototypem wersji pływakowej.
Ostatnią wersją samolotu był Blenheim Mk V, znany także początkowo pod nazwą Bisley (typ 160), oblatany 24 lutego 1941 roku. Miał on być bombowcem bliskiego zasięgu, służącym do wsparcia wojsk lądowych, uzbrojonym w cztery karabiny maszynowe w nieprzezroczystym nosie kadłuba. Druga wersja, przeznaczona do bombardowania z dużej wysokości, miała przeszklony wydłużony i spłaszczony nos, z dwoma karabinami maszynowymi strzelającymi do tyłu. Wyprodukowano łącznie 944 sztuki, lecz samoloty tej wersji nie znalazły już szerokiego użycia.

## Użycie

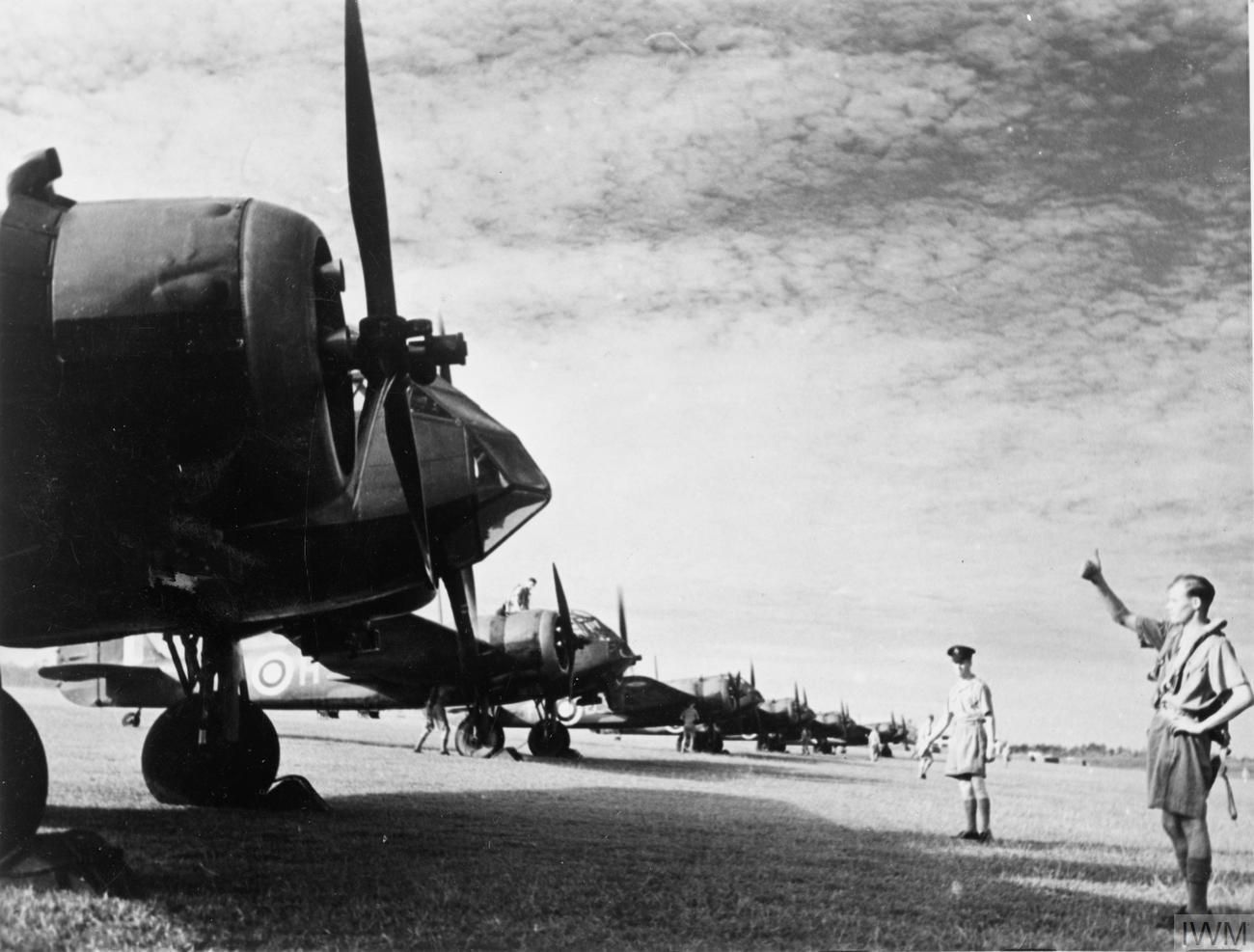
Blenheimy Mk. I z 62. Dywizjonu RAF ustawione w szeregu na lotnisku Tengah, 8 lutego 1941 roku

Blenheimy trafiły do brytyjskiego lotnictwa bombowego (RAF Bomber Command) od marca 1937 roku, zastępując lekkie dwupłatowe bombowce starszych typów. 3 września 1939 roku RAF posiadał 24 dywizjony wyposażone w Blenheimy wszystkich wersji. W chwili wybuchu wojny, Blenheimy Mk.I były już w jednostkach bojowych w Europie zastępowane przez Mk.IV i przesuwane do szkolenia, natomiast były nadal wykorzystywane bojowo na Bliskim Wschodzie i w Afryce oraz przeciwko Japonii na Malajach i w Birmie (do 1942). Od 1939 roku samoloty Bolingbroke używane były przez lotnictwo kanadyjskie, głównie do obrony wybrzeża.
Blenheim Mk IV z Dywizjonu 139 dokonał pierwszego lotu bojowego lotnictwa brytyjskiego w II wojnie światowej –
3 września o godz. 10.30 (w chwili wypowiedzenia wojny przez Wielką Brytanię) wystartował w celu rozpoznania floty niemieckiej w Wilhelmshaven. 4 września 15 Blenheimów z Dywizjonów 107, 110 i 139 dokonały także (razem z samolotami Wellington) pierwszego nalotu bojowego – przeciw niemieckim okrętom w Wilhelmshaven, jednakże bez efektów, poza rozbiciem się jednego Blenheima o krążownik „Emden”, za to ze stratą aż 5 samolotów od ognia przeciwlotniczego (5 samolotów ze 139. Dywizjonu zawróciły z uwagi na pogodę). Samolotów Blenheim używano także w lotnictwie przybrzeżnym (RAF Coastal Command) – 11 marca 1940 roku Blenheim Mk IV jako pierwszy brytyjski samolot zatopił sam niemiecki okręt podwodny (U-31). Kanadyjskie Bolingbroke dokonały pierwszych ataków lotniczych na U-boota i japoński okręt podwodny u wybrzeży Kanady. 6 dywizjonów Blenheimów było używanych w składzie brytyjskiego korpusu ekspedycyjnego we Francji w 1940, ponosząc duże straty podczas kampanii francuskiej. Zaprojektowane jako szybkie lekkie bombowce dzienne, Blenheimy okazały się przestarzałe już w chwili wybuchu wojny, kiedy pojawiły się myśliwce o lepszych osiągach, toteż po 1940 roku były kierowane głównie na poboczne teatry działań wojennych. W 1941 roku uczestniczyły w dziennych operacjach ofensywnych Circus nad Francję, a nawet nalotach nad Niemcy, lecz odbywanych w silnej osłonie myśliwskiej. Do końca 1941, wraz z przybyciem nowszych samolotów, głównie Douglas Boston, Blenheimy zostały wycofane z operacji nad Europą zachodnią. Między kwietniem 1941 a początkiem 1942 Blenheimy używane były w operacji Channel Stop - ataków z małej wysokości przeciwko niemieckiej żegludze przybrzeżnej. Samoloty te używane były także w walkach w Afryce, Grecji, na Bliskim Wschodzie i Dalekim Wschodzie – w Birmie i Malajach przeciw Japończykom. W chwili wybuchu wojny z Włochami (czerwiec 1940), w Egipcie było 5 dywizjonów Blenheimów Mk.I, 3 w Adenie i 1 w Iraku, a w chwili wybuchu wojny na Pacyfiku, 2 dywizjony na Malajach (nr 34 i 62) i 1 w Birmie (nr 60); później jednostki zmieniały się. Samoloty Blenheim wycofano z pierwszej linii w 1943 roku. Mimo że szybkość Blenheimów już po wejściu do służby okazała się niewystarczająca, a udźwig bomb stał się względnie niewielki jak na dwusilnikowy samolot, konstrukcja ta była oceniana jako udana. Był to pierwszy nowoczesny bombowiec RAF, oceniany był także jako łatwy w pilotażu.

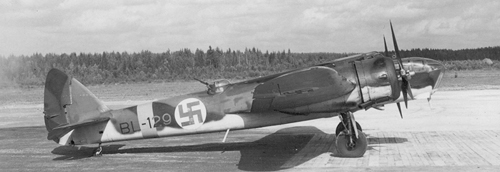
Bristol Blenheim w barwach Fińskich Sił Powietrznych

Począwszy od końca 1938 do wybuchu wojny, myśliwskie Blenheimy Mk.IF weszły na uzbrojenie 7 dywizjonów RAF na Wyspach Brytyjskich, a potem jeszcze co najmniej 12, jednakże nie sprawdziły się jako dzienne ciężkie myśliwce, ponosząc duże straty z powodu słabej prędkości i manewrowości. Wersja ta używana była ponadto w walkach przez 30. Dywizjon RAF w Egipcie, Grecji i na Krecie i 27. Dywizjon na Malajach. Nieco lepiej sprawdzały się jako myśliwce nocne, po wyposażeniu w radar. Do czasu pojawienia się myśliwców nocnych „z prawdziwego zdarzenia” Bristol Beaufighter, Blenheimy w wersji Mk IF używane były do osłony Wysp Brytyjskich. Podczas bitwy o Anglię stanowiły uzbrojenie 6 dywizjonów. Pierwsze zwycięstwo Blenheim Mk.IF z radarem odniósł w nocy z 2 na 3 lipca 1940, zestrzeliwując bombowiec Do 17Z. Blenheim miał jednak stosunkowo słabe uzbrojenie strzeleckie, a niewielka przewaga prędkości nad bombowcami z reguły nie pozwalała mu na drugie podejście do celu. Ponadto, pierwsze modele radarów były mało precyzyjne. Po zastąpieniu przez Beaufightery (ostatecznie do maja 1941), Blenheimy z radarem były jeszcze używane do ofensywnych nocnych akcji nad Francją. Blenheimy Mk.IVF, z uwagi na ich zasięg, używane były głównie przez Coastal Command do 1942 do osłony konwojów przybrzeżnych i lekkich sił morskich, patrolowania, eskorty samolotów torpedowych i bombowych (Bristol Beaufort i Lockheed Hudson) i zwalczania niemieckich samolotów patrolowych. W takim charakterze używano ich także nad Morzem Czerwonym (203. Dywizjon).

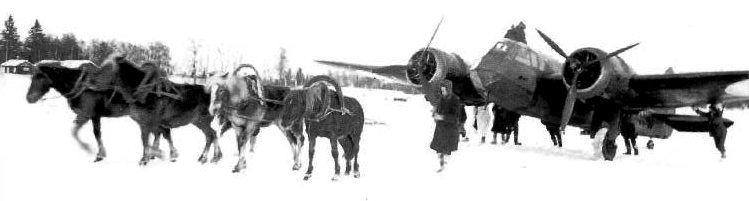
Bristol Blenheim po wylądowaniu na zamarznietym jeziorze Jukajärvi podczas wojny zimowej, 25 lutego 1940 roku

18 samolotów Blenheim Mk I używanych było przez lotnictwo Finlandii podczas wojny zimowej przeciw ZSRR 1939–40. Następnie Finlandia zakupiła dalsze 24 samoloty oraz zbudowała 55 na licencji (45 Mk I i 10 Mk IV), przez co łącznie używano ich 97. Samoloty te stanowiły podstawę fińskiego lotnictwa bombowego podczas wojny fińsko-radzieckiej 1941–44, a używane były do lat 50.

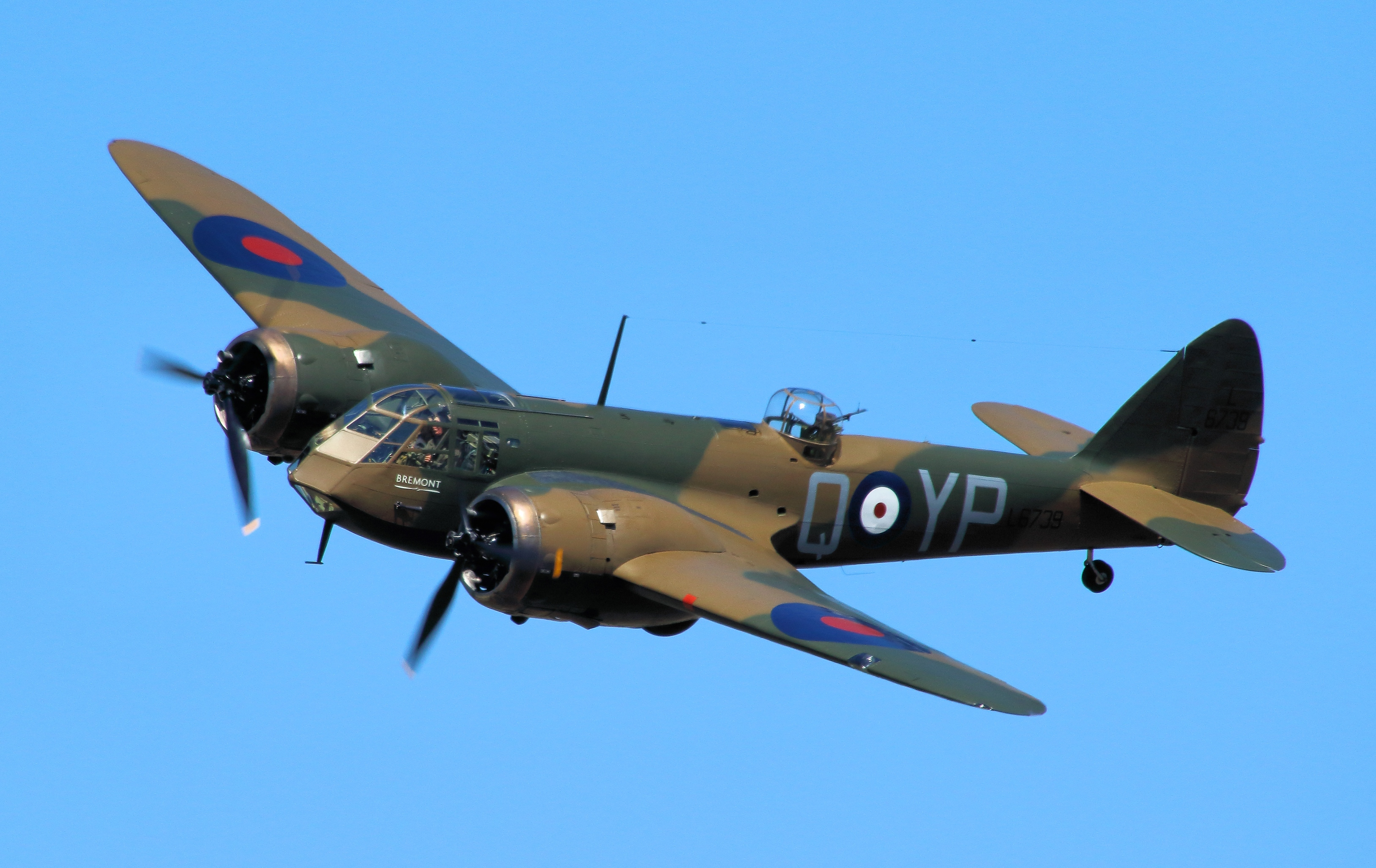
Jedyny latający egzemplarz na Royal International Air Tattoo 2015

20 samolotów Mk I zakupiło lotnictwo Jugosławii, wraz z licencją na produkcję. Przed zajęciem kraju przez Niemcy ukończono jednak jedynie 16 samolotów. Jugosłowiańskie Blenheimy wzięły udział w walkach z Niemcami w 1941 roku. Ocalałe samoloty były używane przez siły Chorwacji przeciw ZSRR. 10 samolotów używało bojowo lotnictwo greckie przeciw Niemcom w 1940 roku, a 13 lotnictwo rumuńskie w latach 1940-44 przeciw ZSRR. 30 egzemplarzy użytkowało od 1939 lotnictwo tureckie. Podczas wojny samoloty Blenheim były przekazywane przez Brytyjczyków lotnictwu Wolnej Francji i innych sojuszników (polskie dywizjony nie używały jednak tego typu samolotu). Partia Blenheimów była też sprzedana w 1942 do neutralnej Portugalii.
Obecnie istnieje szereg egzemplarzy muzealnych i tylko jeden samolot w stanie zdolnym do lotu (wersja Bolingbroke Mk IV), własność Aircraft Restoration Company w Duxford w Wielkiej Brytanii.

## Opis techniczny

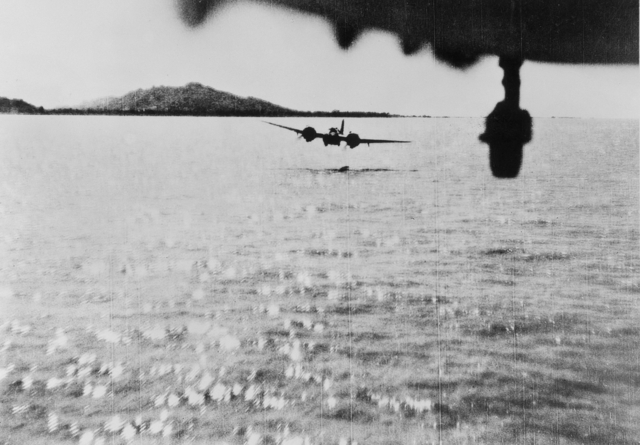
Blenheimy z 60. Dywizjonu RAF podczas ataku na japoński statek transportowy koło Sittwe, 11 października 1942 roku

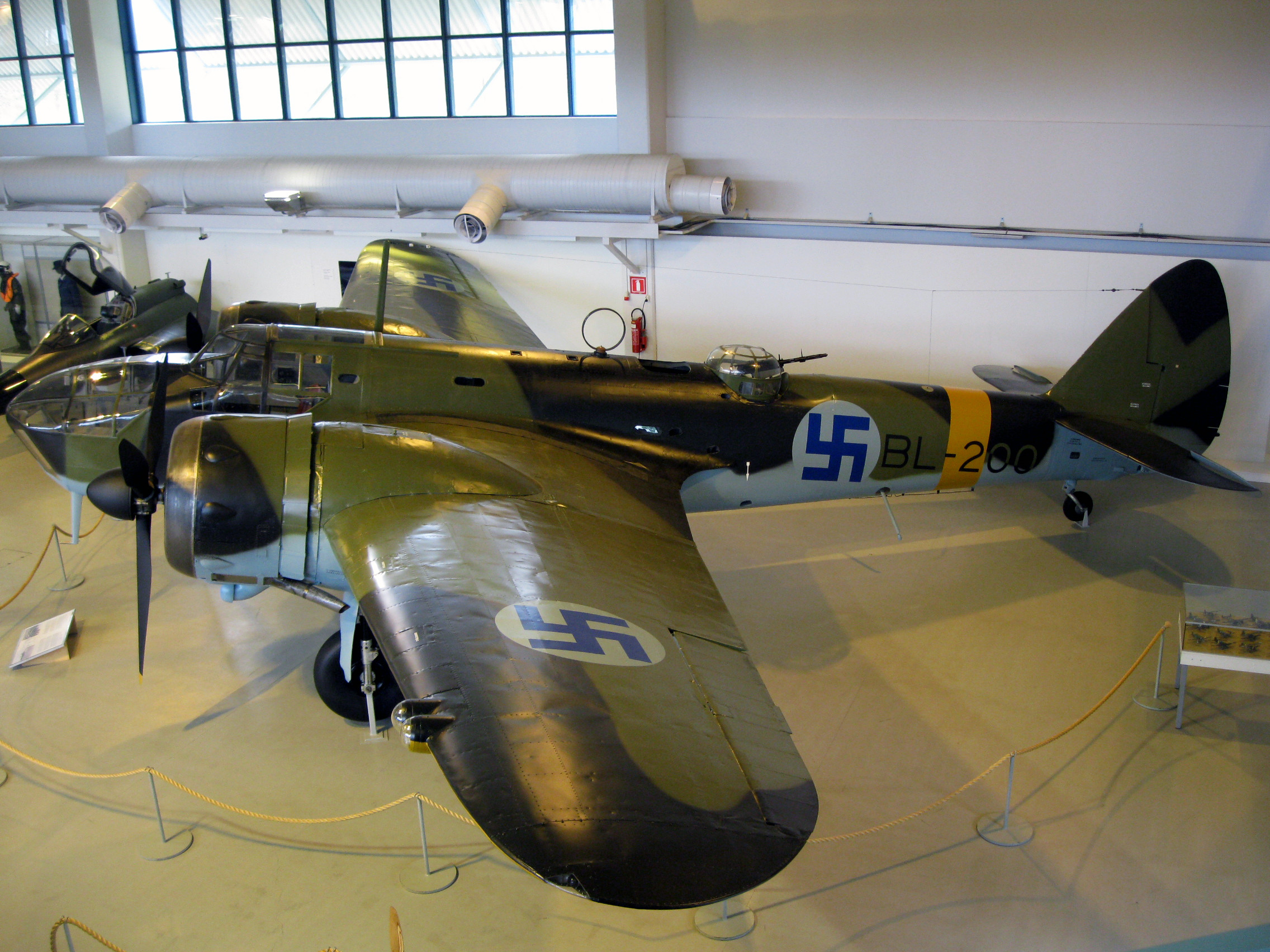
Muzealny Blenheim Mk.IV w fińskiej służbie

Dwusilnikowy średniopłat o konstrukcji całkowicie metalowej. Kadłub o konstrukcji półskorupowej, usterzenie klasyczne. Podwozie główne chowane do gondol silnikowych, stałe kółko ogonowe. Dwuosobowa kabina załogi w nosie kadłuba, za nią komora bombowa. Wejście do kabiny było od góry, przez odsuwany panel nad kabiną pilota. W środkowej części samolotu znajdowała się grzbietowa wieża strzelecka z jednym lub dwoma karabinami maszynowymi. Załoga – 3 osoby: pilot, nawigator – bombardier, strzelec. Podwozie samolotu klasyczne, z kołami chowanymi do gondol silnikowych i stałym kółkiem ogonowym. Część fińskich samolotów była wyposażona w narty.
Uzbrojenie obronne składało się w wersjach bombowych z kilku karabinów maszynowych kaliber 7,7 mm. Podstawowy zestaw to jeden stały karabin maszynowy Browning w lewym skrzydle strzelający do przodu i 1 karabin maszynowy, a w późnych seriach wersji Mk.IV 2 km-y w wieżyczce grzbietowej (używane wieże: Bristol Mk.III z pojedynczym km Lewis lub Vickers K, Mk.IIIA z 2 km-ami Vickers lub Mk.IV z 2 km-ami Browning, zasilanymi z taśmy). Część samolotów wersji Mk IV miała 1 lub 2 zdalnie kierowane km-y, strzelające w kierunku tyłu w stałej wieży pod nosem samolotu (przezroczystej Frazer-Nash FN-54 z 1 km Browning lub późniejszej nieprzezroczystej FN-54A z 2 km Browning). Niektóre samoloty Mk.IV były modyfikowane przez dodanie ruchomego karabinu maszynowego Vickers w przedniej osłonie kabiny bombardiera. Wersje myśliwskie miały ponadto podczepiony pod kadłubem "gun pack" – zasobnik z 4 karabinami maszynowymi Browning strzelającymi do przodu. Samolot zabierał w wersjach bombowych maksymalnie 454 kg bomb w komorze bombowej (w wariantach 2x227 kg lub 4x113 kg lub lżejsze bomby).
Napęd: dwa silniki gwiazdowe 9-cylindrowe Bristol Mercury VIII o mocy 840 KM (Mk I) lub Bristol Mercury XV o mocy 995 KM (Mk IV). Zapas paliwa - 1272 l w dwóch zbiornikach w skrzydłach (Mk.I) lub 2176 l w czterech zbiornikach (Mk.IV).

## Dane taktyczno-techniczne
- Prędkość maksymalna:
  - Mk.I - 386 km/h na poziomie morza, 433 km/h na 3048 m, 459 km/h na 4572 m[20]
  - Mk.II - 428 km/h na 3600 m[3]

- Pułap praktyczny:
  - Mk.I - 8230 m (27 000 stóp)
  - Mk.IV - 6705 m (22 000 stóp)